# 12月の神様
「12月の神様」（じゅうにがつのかみさま）は、渡辺美里の楽曲で、2002年12月4日にEPIC・ソニー（現・エピックレコードジャパン）より発売された42枚目のシングル。

## 概要
本作は表題曲であるオリジナル曲1曲＋クリスマス・ソングのカバー曲2曲という構成で、収録曲3曲全てがクリスマステーマにした楽曲となっている。

## 解説
表題曲「12月の神様」の作詞は「My Revolution」を始め渡辺の初期楽曲の作詞を数多手掛けた川村真澄。作曲は渡辺本人が手掛けている。
「I SAW MOMMY KISSING SANTA CLAUS」は、1952年にアメリカ合衆国でリリースされた楽曲で、国内外の多くのアーティストがカバーしているクリスマス・ソングのスタンダード・ナンバーである。2022年7月現在、アルバム未収録となっている。
「WINTER WONDERLAND」は、1934年にアメリカ合衆国でリリースされた楽曲で、こちらも多くのアーティストにカバーされ、クリスマス・ソングのスタンダード・ナンバーとなっている。2022年7月現在、アルバム未収録となっている。

## 収録曲
1. 12月の神様
作詞：川村真澄　作曲：渡辺美里　編曲：有賀啓雄
2. I SAW MOMMY KISSING SANTA CLAUS 〜ママがサンタにキッスした〜 　
作詞・作曲：Tommie Connor　編曲：有賀啓雄　日本語詞：漣健児
3. WINTER WONDERLAND 　
作詞：Richard B. Smith　作曲：Felix Bernard　編曲：大井洋輔　日本語詞：漣健児

## 収録アルバム
- 『25th Anniversary Misato Watanabe Complete Single Collection〜Song is Beautiful〜』 ※ 12月の神様 (Disc.4 #2)